# Wedrivit
 (mars 2022).
Il peut être nécessaire de l'améliorer pour respecter le principe de neutralité de point de vue. Veuillez consulter la page de discussion pour plus de détails.

 (mars 2022).
 (mars 2022).
Wedrivit (anciennement Classic Hub) est une entreprise bordelaise de location de voitures de collection entre particuliers, lancée en 2019. L’entreprise propose aux particuliers, mais aussi aux professionnels du secteur, de louer leurs voitures à d’autres particuliers lorsqu’ils ne l’utilisent pas.
En mars 2022, Wedrivit proposait 1 000 voitures de collection à la location réparties dans toute la France.

## Historique
La société est créée en avril 2019 sous le nom de Classic Hub par le fondateur Hubert de Villeneuve qui en est le Président. C’est au cours d’un mariage où il prête sa Triumph Spitfire (modèle de 1978) qu’il se rend compte qu’il ne l’utilise que très peu et qu’il pourrait la louer pour rentabiliser les frais d’entretien. Il achète ensuite une seconde voiture.
Le site internet est lancé le 28 juin 2019 avec la MAIF comme partenaire d’assurance.
En avril 2021, l’entreprise change de nom, et Classic Hub devient Wedrivit. Cette nouvelle identité signe pour l’entreprise une nouvelle vision sur son service et devient peu à peu une référence de l’économie collaborative. Conscient des exigences liées à la transition écologique, elle facilite son orientation vers une mobilité douce en conservant des véhicules anciens existants.
En mars 2022, Wedrivit finalise sa première levée de fonds avec 200 000€ récoltés auprès d’institutionnels et de business angels pour accélérer son développement en France.

## Fonctionnement
Les propriétaires de voitures de collection postent leur annonce sur la plateforme, en précisant l’histoire de la voiture, ses caractéristiques, ses disponibilités et le prix, sans oublier les photos de la voiture.
Les utilisateurs ayant besoin d’un véhicule ancien renseignent la ville et les dates de leur choix pour trouver une voiture à louer, avec ou sans chauffeur, pour tout type d’occasion : balade, mariage ou shooting. Ils entrent ensuite directement en contact avec le propriétaire pour discuter des détails pratiques puis paient la réservation en ligne. L'assurance est gérée par Wedrivit et son partenaire La Maif.
Le jour de la location, le propriétaire et le locataire se retrouvent pour remplir le contrat de location, ils établissent ensemble l’état des lieux du véhicule et effectuent la remise des clés.